# Septemberlyran
Septemberlyran är en diktsamling av den finlandssvenska modernisten Edith Södergran utgiven 1918. 
Diktsamlingen brukar ses som en av sjukdom, av ekonomiska problem (efter att familjens förmögenhet hade försvunnit i den ryska revolutionen) och av isolering hårt drabbad diktares heroiska och livsbejakande försök att bygga upp sin självkänsla och ett diktarens manifest för sin rätt att uttrycka sig i full frihet. Redan i de inledande anmärkningarna anger hon stämningen och retade därmed gallfeber på sin samtid, som såg Södergrans anmärkningar som arroganta och hennes verk som dårdikter. I de inledande anmärkningarna fastslår hon också sitt manifest – hon äger ordens och bildens makt endast under full frihet:
”Att min diktning är poesi kan ingen förneka, att det är vers vill jag inte påstå. Jag har försökt bringa vissa motsträviga dikter under en rytm och därvid kommit underfund med att jag besitter ordets och bildens makt endast under full frihet, d.v.s. på rytmens bekostnad. Mina dikter äro att taga som vårdslösa handteckningar. Vad innehållet vidkommer, låter jag min insikt bygga upp vad mitt intellekt i avvaktande hållning åser. Min självsäkerhet beror på att jag har upptäckt mina dimensioner. Det anstår mig icke att göra mig mindre än jag är.”
I den första dikten i samlingen (Triumf att finnas till...)  fastslås triumfen i att leva:
:Triumf att finnas till...
Vad fruktar jag? Jag är en del utav oändligheten.
Jag är en del av alltets stora kraft,
en ensam värld inom miljoner världar,
en första gradens stjärna lik som slocknar sist.
Triumf att leva, triumf att andas, triumf att finnas till!
Triumf att känna tiden iskall rinna genom sina ådror
och höra nattens tysta flod
och stå på berget under solen.
Jag går på sol, jag står på sol,
jag vet av ingenting annat än sol. 
Tid - förvandlerska, tid - förstörerska, tid - förtrollerska,
kommer du med nya ränker, tusen lister för att bjuda mig en tillvaro
som ett litet frö, som en ringlad orm, som en klippa mitt i havet?
Tid - du mörderska - vik ifrån mig!
Solen fyller upp mitt bröst med ljuvlig honung upp till randen
och hon säger: en gång slockna alla stjärnor, men de lysa alltid utan skräck.
Den heroiska livsbejakande diktningen har ett inflytande från Friedrich Nietzsche och i diktsamlingen finns dikten "Vid Nietzsches grav" där Södergran hyllar honom:
:Den store jägaren är död... 
Hans grav draperar jag med varma blomgardiner...
Kyssande den kalla stenen, säger jag:
här är ditt första barn i glädjetårar.
Gäckande sitter jag på din grav
såsom ett hån - skönare än du drömt dig.
Sällsamma fader!
Dina barn svika dig ej,
de komma över jorden med gudasteg,
gnuggande sig i ögonen: var är jag väl?
Nej, riktigt ... här är min plats,
här är min faders förfallna grav...
Gudar - hållen evigt vakt på detta ställe.